# Експоненційне згладжування

Експоненці́йне згла́джування — це метод математичного перетворення, який застосовується при прогнозуванні часових рядів. Свою назву він отримав через те, що при кожній наступній ітерації враховуються всі попередні значення ряду, але ступінь врахування зменшується за експоненційним законом.
{\displaystyle s_{t}=\left\{{\begin{matrix}c_{1}&:t=1\\s_{t-1}+\alpha \cdot (c_{t}-s_{t-1})&:t>1\end{matrix}}\right.}
де: {\displaystyle ~{s_{t}}} — згладжений ряд; {\displaystyle ~{c_{t}}} — первинний ряд; {\displaystyle ~\alpha } — коефіцієнт згладжування, який обирається апріорі з діапазону {\displaystyle ~(0<\alpha <1)}.